# (8856) Celastrus
(8856) Celastrus (1991 LH1) – planetoida z grupy pasa głównego asteroid okrążająca Słońce w ciągu 3,6 lat w średniej odległości 2,35 au. Odkryta 6 czerwca 1991 roku.